# PL 엔터테인먼트
PL 엔터테인먼트는 대한민국 서울특별시 중구 신당동 위치한 뮤지컬 배우 메니지먼트 회사이다.
김선영, 홍광호, 윤공주, 조정은, 김우형  등 유명 뮤지컬 배우들이 소속 되어있다.